# ラジオマヤーク
ラジオマヤーク（英: Radio Mayak, 露: Радио Маяк）とは、全ロシア国営テレビ・ラジオ放送会社（VGTRK）が運営するロシア連邦のラジオ放送局である。

## 概要
マヤーク（Маяк）はロシア語で「灯台」という意味がある。
ラジオマヤークは1964年8月にニュースと音楽専門の放送局としてソビエト連邦時代に開局した。2013年まで長らく長波・中波・短波で大体的に放送していたが、2014年以降はコスト削減のため超短波とネット放送のみになった。2023年現在は78kHzの長波放送が復活している。放送開始前のインターバルシグナルは30分おきに流れる。時報前のジングルもインターバルシグナルと同じもので20世紀末から変わっていない。
局名は、ソビエト連邦のパイロットのためのビーコンの暗示からきており、2番目のプログラムの周波数として放送を始め、数百万の加入者ラジオポイントで運営を行っている。
5/25形式（5分間のニュースリリースと25分間の音楽番組）のおかげで、ソビエト初のバックグラウンドラジオ局になり、1964年8月1日から2013年3月14日まで、現在のロシア連邦全土に向けて大規模に放送されていた。
現行のVGTRKラジオマヤークは、主にトークとエンターテイメントの放送を専門とする持株局の全ロシア国営テレビ放送局の支局の一つになった。現在でもロシアの8都市へむけてFMバンド放送と、CIS有線ラジオ放送ネットワークを行っている。中波放送は完全に廃止されてしまったものの、ラジオマヤークそのものはなくなっていない。

## 歴史
マヤークの創始者はペレストロイカを推進した一人、A.N.ヤコヴレフと考えられている。
彼が最初の局長だった。情報のメイン編集局全体（「最新ニュース」-「マヤック」）統括は、ウラジミール・トレグボフだった。
リュドミラ・ペトルシェフスカヤ（英語版）による作品の回想からの抜粋

## 放送
ラジオマヤークは、ロシアのデジタルテレビの最初の多重放送に含まれている。有線ラジオとしても放送が継続されている。ロシア国内のケーブルテレビでは、番号1001でブロードキャストされている。ネットラジオでも聴取は非常に容易である。